# Heerlijkheid Bischwiller
Bischwiller (Duits: Bischweiler) was een tot de Boven-Rijnse Kreits behorende heerlijkheid binnen het Heilige Roomse Rijk.
Omstreeks 1190 stichtte het prinsbisdom Straatsburg een hof te Bischwiller in de Elzas. Later werd het domein als leen gegeven aan verschillende adellijke families, namelijk de families Müllenheim, Hüttendorf, Blijberg en Eschenau.
In 1542 stond de familie van Eschenau de heerlijkheid af aan het vorstendom Palts-Zweibrücken. In 1640 stond de paltsgraaf van Palts-Zweibrücken de heerlijkheid af aan Christiaan I van Palts-Birkenfeld, een jongere broer van paltsgraaf Georg Willem.
Hierdoor was een afzonderlijke tak Palts-Bischweiler gevormd. De paltsgraven van Palts-Bischweiler resideerden op slot Tiefenthal. Sinds 1681 stond de heerlijkheid onder de soevereiniteit van Frankrijk en niet meer onder die van het Heilige Roomse Rijk. In 1790 volgde de volledige inlijving bij Frankrijk.